# Court of Claims
Der Court of Claims ist im Vereinigten Königreich ein spezieller Gerichtshof, der nach der Amtsübernahme eines neuen Monarchen geschaffen wird, um die erblichen Ansprüche von Personen an Ehrendienste bei der Krönung britischer Monarchen zu prüfen, zu verwerfen oder zu bestätigen.
Der erste dokumentierte Gerichtstag wurde 1377 abgehalten. Seit der Zeit Heinrichs VII. wird dieses Gericht durch den Regenten ernannt, als Königliche Kommission geführt und durch das Großsiegel von England beglaubigt. Den Vorsitz hat der Earl Marshal erblich inne.
Der Gerichtshof hat keinerlei Einfluss auf die Vergabe von königlichen Auszeichnungen in Form von Ehrenämtern, auch kann der Regent einzelne strittige Punkte an andere Gerichte weiterleiten.

## Ablauf
Durch öffentliche Bekanntmachung werden die Petenten aufgefordert ihre Petitionen einzureichen. Die Einreicher müssen nicht selbst zu den Gerichtsterminen erscheinen, sondern können von Anwälten vertreten werden. War ein Anspruch einer Familie in einem der vormaligen Gerichtshöfe positiv bescheinigt worden, so wurden diese Ansprüche immer bestätigt. 1901 und 1902 hatte der Gerichtshof aufgrund der über 60-jährigen Zwischenkrönungsphase große Mühe, die erblichen Privilegien in einigen Petitionen festzulegen. Bei den folgenden Krönungen wurden keine neuen Bestätigungen erteilt.
Für die Krönung von Charles III. und Camilla im Jahr 2023 wurde anstelle des Gerichts ein Coronation Claims Office innerhalb des Cabinet Office eingerichtet.